# EHF Liga Mistrzów 2013/2014 (grupa B)
EHF Liga Mistrzów 2013/2014 - rozgrywki i tabela grupy B
| Lp. | Drużyna           | M  | Mecze | Mecze | Mecze | Bramki | Bramki | Bramki | Pkt |
| Lp. | Drużyna           | M  | W     | R     | P     | +      | −      | +/−    | Pkt |
| --- | ----------------- | -- | ----- | ----- | ----- | ------ | ------ | ------ | --- |
| 1.  | THW Kiel          | 10 | 8     | 1     | 1     | 298    | 268    | +30    | 17  |
| 2.  | KIF Kolding       | 10 | 7     | 0     | 3     | 249    | 240    | +9     | 14  |
| 3.  | Vive Targi Kielce | 10 | 6     | 1     | 3     | 307    | 276    | +31    | 13  |
| 4.  | Orlen Wisła Płock | 10 | 4     | 0     | 6     | 275    | 277    | −2     | 8   |
| 5.  | FC Porto          | 10 | 2     | 1     | 7     | 241    | 278    | −37    | 5   |
| 6.  | Dunkerque HBGL    | 10 | 1     | 1     | 8     | 237    | 268    | −31    | 3   |

| Gospodarz \ Gość  | KIE   | VTK   | PLO   | KOL   | DUN   | POR   |
| THW Kiel          |       | 28:28 | 34:25 | 29:26 | 28:25 | 30:25 |
| Vive Targi Kielce | 34:29 |       | 38:30 | 25:26 | 33:23 | 35:23 |
| Orlen Wisła Płock | 33:34 | 28:30 |       | 25:26 | 32:25 | 28:22 |
| KIF Kolding       | 24:26 | 29:24 | 23:22 |       | 26:24 | 25:20 |
| Dunkerque HBGL    | 21:29 | 30:25 | 25:28 | 18:20 |       | 25:25 |
| FC Porto          | 27:31 | 30:35 | 20:24 | 27:24 | 22:21 |       |

| 22 września 2013 | Orlen Wisła Płock    | 33:34   | THW Kiel      |                                                                   |
| 17:00            | Mariusz Jurkiewicz 7 | (14:14) | 8 Filip Jícha | Orlen Arena, Płock Widzów: 5000 Sędzia: Nenad Krstić Peter Ljubić |
| 17:00            | 3× · 3×              | (14:14) | 6× · 3×       | Orlen Arena, Płock Widzów: 5000 Sędzia: Nenad Krstić Peter Ljubić |

| 22 września 2013 | KIF Kolding                       | 25:20   | FC Porto      |                                                                         |
| 17:00            | Lukas Karlsson 5 · Albert Rocas 5 | (15:10) | 5 Tiago Rocha | TRE-FOR Arena, Kolding Widzów: 2504 Sędzia: Csaba Dobrovits Péter Tájok |
| 17:00            | 2× · 2×                           | (15:10) | 1× · 2×       | TRE-FOR Arena, Kolding Widzów: 2504 Sędzia: Csaba Dobrovits Péter Tájok |

| 22 września 2013 | Vive Targi Kielce | 33:23   | Dunkerque HBGL   |                                                                               |
| 19:00            | Manuel Štrlek 9   | (15:11) | 5 Baptiste Butto | Hala Legionów, Kielce Widzów: 4000 Sędzia: Aleksandar Pandžić Ivan Mošorinski |
| 19:00            | 5× · 3×           | (15:11) | 2× · 3×          | Hala Legionów, Kielce Widzów: 4000 Sędzia: Aleksandar Pandžić Ivan Mošorinski |

| 28 września 2013 | Dunkerque HBGL  | 25:28   | Orlen Wisła Płock   |                                                                                                   |
| 16:00            | Pierre Soudry 7 | (13:15) | 12 Valentin Ghionea | Stades de Flandres, Dunkierka Widzów: 2050 Sędzia: Andreu Marín Lorente Ignacio García Serradilla |
| 16:00            | 6× · 3× · 1×    | (13:15) | 5× · 3×             | Stades de Flandres, Dunkierka Widzów: 2050 Sędzia: Andreu Marín Lorente Ignacio García Serradilla |

| 29 września 2013 | THW Kiel       | 29:26   | KIF Kolding      |                                                                                        |
| 15:00            | Filip Jícha 11 | (12:14) | 9 Lukas Karlsson | Sparkassen-Arena, Kilonia Widzów: 8500 Sędzia: Oscar Raluy Lopez Angel Sabroso Ramirez |
| 15:00            | 5× · 3× · 1×   | (12:14) | 6× · 2×          | Sparkassen-Arena, Kilonia Widzów: 8500 Sędzia: Oscar Raluy Lopez Angel Sabroso Ramirez |

| 29 września 2013 | Vive Targi Kielce | 35:23   | FC Porto          |                                                                      |
| 15:00            | Michał Jurecki 6  | (16:13) | 6 Gilberto Duarte | Hala Legionów, Kielce Widzów: 4000 Sędzia: Shlomo Cohen Yoram Peretz |
| 15:00            | 3× · 3×           | (16:13) | 3× · 3×           | Hala Legionów, Kielce Widzów: 4000 Sędzia: Shlomo Cohen Yoram Peretz |

| 12 października 2013 | FC Porto          | 27:31   | THW Kiel      |                                                                        |
| 20:15                | Gilberto Duarte 9 | (17:16) | 9 Marko Vujin | Dragão Caixa, Porto Widzów: 2115 Sędzia: Nenad Nikolić Dušan Stojković |
| 20:15                | 4× · 3× · 1×      | (17:16) | 4× · 3×       | Dragão Caixa, Porto Widzów: 2115 Sędzia: Nenad Nikolić Dušan Stojković |

| 13 października 2013 | Dunkerque HBGL  | 18:20  | KIF Kolding      |                                                                              |
| 17:00                | Pierre Soudry 5 | (7:12) | 7 Lasse Anderson | Stades de Flandres, Dunkierka Widzów: 2429 Sędzia: Nenad Krstic Peter Ljubic |
| 17:00                | 1× · 3×         | (7:12) | 2× · 3×          | Stades de Flandres, Dunkierka Widzów: 2429 Sędzia: Nenad Krstic Peter Ljubic |

| 13 października 2013 | Orlen Wisła Płock | 28:30   | Vive Targi Kielce   |                                                                         |
| 19:30                | Petar Nenadić 7   | (17:16) | 9 Julen Aguinagalde | Orlen Arena, Płock Widzów: 5467 Sędzia: Oyvind Togstad Rune Kristiansen |
| 19:30                | 4× · 3×           | (17:16) | 4× · 3×             | Orlen Arena, Płock Widzów: 5467 Sędzia: Oyvind Togstad Rune Kristiansen |

| 19 października 2013 | Vive Targi Kielce | 34:29   | THW Kiel      |                                                                          |
| 18:15                | Michał Jurecki 8  | (17:11) | 7 Filip Jícha | Hala Legionów, Kielce Widzów: 4200 Sędzia: Matija Gubica Boris Milošević |
| 18:15                | 3× · 3×           | (17:11) | 2× · 3×       | Hala Legionów, Kielce Widzów: 4200 Sędzia: Matija Gubica Boris Milošević |

| 20 października 2013 | FC Porto      | 22:21   | Dunkerque HBGL                      |                                                                     |
| 14:00                | Tiago Rocha 6 | (13:11) | 4 Benjamin Afgour · 4 Pierre Soudry | Dragão Caix, Porto Widzów: 1102 Sędzia: Václav Horáček Jiří Novotný |
| 14:00                | 6× · 3×       | (13:11) | 3× · 3×                             | Dragão Caix, Porto Widzów: 1102 Sędzia: Václav Horáček Jiří Novotný |

| 20 października 2013 | KIF Kolding      | 23:22   | Orlen Wisła Płock  |                                                                             |
| 17:00                | Bo Spellerberg 6 | (13:11) | 7 Valentin Ghionea | TRE-FOR Arena, Kolding Widzów: 2628 Sędzia: Ivan Pavićević Miloš Ražnatović |
| 17:00                | 3× · 3×          | (13:11) | 2× · 3×            | TRE-FOR Arena, Kolding Widzów: 2628 Sędzia: Ivan Pavićević Miloš Ražnatović |

| 16 listopada 2013 | FC Porto      | 20:24  | Orlen Wisła Płock |                                                                         |
| 19:30             | João Ferraz 6 | (9:14) | 6 Petar Nenadić   | Dragão Caixa, Porto Widzów: 1592 Sędzia: Evgenij Zotin Nikolaj Volodkov |
| 19:30             | 3× · 3×       | (9:14) | 6× · 3× · 1×      | Dragão Caixa, Porto Widzów: 1592 Sędzia: Evgenij Zotin Nikolaj Volodkov |

| 17 listopada 2013 | KIF Kolding    | 29:24   | Vive Targi Kielce |                                                                   |
| 17:00             | Albert Rocas 8 | (17:12) | 6 Ivan Čupić      | TRE-FOR Arena, Kolding Widzów: 4865 Sędzia: Csaba Kekes Pal Kekes |
| 17:00             | 5× · 3×        | (17:12) | 4× · 3×           | TRE-FOR Arena, Kolding Widzów: 4865 Sędzia: Csaba Kekes Pal Kekes |

| 17 listopada 2013 | Dunkerque HBGL   | 21:29   | THW Kiel        | |
| 18:45             | Baptiste Butto 6 | (13:19) | 6 Niclas Ekberg | Stades de Flandres, Dunkierka Widzów: 2481 Sędzia: Gregorio Muro San Jose Alfonso Rodriguez Murcia |
| 18:45             | 4× · 3× · 1×     | (13:19) | 6× · 3× · 1×    | Stades de Flandres, Dunkierka Widzów: 2481 Sędzia: Gregorio Muro San Jose Alfonso Rodriguez Murcia |

| 20 listopada 2013 | THW Kiel        | 28:25   | Dunkerque HBGL                      |                                                                                |
| 19:00             | Dominik Klein 5 | (15:12) | 5 Theophile Causse · 5 Espen Hansen | Sparkassen-Arena, Kilonia Widzów: 8500 Sędzia: Oyvind Togstad Rune Kristiansen |
| 19:00             | 1× · 3×         | (15:12) | 1× · 3×                             | Sparkassen-Arena, Kilonia Widzów: 8500 Sędzia: Oyvind Togstad Rune Kristiansen |

| 21 listopada 2013 | Orlen Wisła Płock | 28:22   | FC Porto      |                                                                          |
| 20:00             | Petar Nenadić 7   | (12:10) | 6 João Ferraz | Orlen Arena, Płock Widzów: 4800 Sędzia: Mirza Kurtagic Mattias Wetterwik |
| 20:00             | 4× · 3×           | (12:10) | 6× · 3×       | Orlen Arena, Płock Widzów: 4800 Sędzia: Mirza Kurtagic Mattias Wetterwik |

| 24 listopada 2013 | Vive Targi Kielce | 25:26   | KIF Kolding      |                                                                                 |
| 17:00             | Uroš Zorman 6     | (15:15) | 7 Bo Spellerberg | Hala Legionów, Kielce Widzów: 4000 Sędzia: Jan Erik Leandersson Mikael Lindroos |
| 17:00             | 4× · 3×           | (15:15) | 4× · 2×          | Hala Legionów, Kielce Widzów: 4000 Sędzia: Jan Erik Leandersson Mikael Lindroos |

| 30 listopada 2013 | FC Porto        | 27:24   | KIF Kolding      |                                                                                   |
| 16:00             | Pedro Spinola 8 | (15:11) | 8 Bo Spellerberg | Dragão Caixa, Porto Widzów: 1363 Sędzia: Javier Alvarez Mata Ion Bustamante Lopez |
| 16:00             | 3× · 3×         | (15:11) | 1× · 2×          | Dragão Caixa, Porto Widzów: 1363 Sędzia: Javier Alvarez Mata Ion Bustamante Lopez |

| 30 listopada 2013 | Dunkerque HBGL | 30:25   | Vive Targi Kielce |                                                                                        |
| 18:00             | Kornel Nagy 7  | (12:15) | 4 Manuel Strlek   | Stades de Flandres, Dunkierka Widzów: 2300 Sędzia: Arnar Sigurjónsson Svavar Petursson |
| 18:00             | 3× · 2×        | (12:15) | 5× · 2×           | Stades de Flandres, Dunkierka Widzów: 2300 Sędzia: Arnar Sigurjónsson Svavar Petursson |

| 1 grudnia 2013 | THW Kiel          | 34:25   | Orlen Wisła Płock |                                                                                        |
| 14:30          | Aron Pálmarsson 9 | (16:11) | 9 Petar Nenadic   | Sparkassen-Arena, Kilonia Widzów: 8600 Sędzia: Bogdan Nicolae Stark Romeo Mihai Stefan |
| 14:30          | 3× · 3×           | (16:11) | 4× · 3×           | Sparkassen-Arena, Kilonia Widzów: 8600 Sędzia: Bogdan Nicolae Stark Romeo Mihai Stefan |

| 6 lutego 2014 | Orlen Wisła Płock | 32:25   | Dunkerque HBGL   |                                                                       |
| 20:00         | Petar Nenadić 7   | (16:13) | 6 Guillaume Joli | Orlen Arena, Płock Widzów: 4200 Sędzia: Sławe Nikołow Ǵorǵi Naczewski |
| 20:00         | 8× · 3×           | (16:13) | 4× · 3×          | Orlen Arena, Płock Widzów: 4200 Sędzia: Sławe Nikołow Ǵorǵi Naczewski |

| 7 lutego 2014 | FC Porto          | 30:35   | Vive Targi Kielce |                                                                    |
| 20:30         | Gilberto Duarte 9 | (14:16) | 8 Karol Bielecki  | Dragão Caixa, Porto Widzów: 1272 Sędzia: Nenad Krstic Peter Ljubic |
| 20:30         | 5× · 2×           | (14:16) | 3× · 2×           | Dragão Caixa, Porto Widzów: 1272 Sędzia: Nenad Krstic Peter Ljubic |

| 9 lutego 2014 | KIF Kolding      | 24:26   | THW Kiel        |                                                                             |
| 16:55         | Lasse Anderson 7 | (13:13) | 8 Niclas Ekberg | Brøndby Hallen, Brøndby Widzów: 5000 Sędzia: Evgenij Zotin Nikolaj Volodkov |
| 16:55         | 2× · 3×          | (13:13) | 4× · 3×         | Brøndby Hallen, Brøndby Widzów: 5000 Sędzia: Evgenij Zotin Nikolaj Volodkov |

| 13 lutego 2014 | Orlen Wisła Płock                  | 25:26  | KIF Kolding    |                                                                     |
| 20:30          | Marcin Lijewski 5 · Vedran Zrnić 5 | (8:10) | 8 Albert Rocas | Orlen Arena, Płock Widzów: 5400 Sędzia: Péter Horváth Balázs Marton |
| 20:30          | 4× · 3×                            | (8:10) | 5× · 3×        | Orlen Arena, Płock Widzów: 5400 Sędzia: Péter Horváth Balázs Marton |

| 15 lutego 2014 | Dunkerque HBGL                                            | 25:25   | FC Porto          |                                                                                    |
| 18:00          | Baptiste Butto 4 · Theophile Causse 4 · Mohamed Mokrani 4 | (13:14) | 8 Gilberto Duarte | Stades de Flandres, Dunkierka Widzów: 2200 Sędzia: Amar Konjicanin Dino Konjicanin |
| 18:00          | 1× · 3×                                                   | (13:14) | 5× · 3× · 1×      | Stades de Flandres, Dunkierka Widzów: 2200 Sędzia: Amar Konjicanin Dino Konjicanin |

| 16 lutego 2014 | THW Kiel       | 28:28   | Vive Targi Kielce |                                                                                         |
| 17:45          | Marko Vujin 10 | (13:16) | 7 Michał Jurecki  | Sparkassen-Arena, Kilonia Widzów: 10200 Sędzia: Oscar Raluy Lopez Angel Sabroso Ramirez |
| 17:45          | 3× · 3×        | (13:16) | 3× · 2×           | Sparkassen-Arena, Kilonia Widzów: 10200 Sędzia: Oscar Raluy Lopez Angel Sabroso Ramirez |

| 19 lutego 2014 | THW Kiel          | 30:25   | FC Porto                                            |                                                                              |
| 19:30          | Christian Zeitz 6 | (17:11) | 5 Gilberto Duarte · 5 João Ferraz · 5 Pedro Spinola | Sparkassen-Arena, Kilonia Widzów: 7800 Sędzia: Matija Gubica Boris Milošević |
| 19:30          | 1× · 2×           | (17:11) | 2× · 3×                                             | Sparkassen-Arena, Kilonia Widzów: 7800 Sędzia: Matija Gubica Boris Milošević |

| 23 lutego 2014 | KIF Kolding    | 26:24   | Dunkerque HBGL     |                                                                            |
| 16:55          | Albert Rocas 8 | (15:15) | 6 Espen Lie Hansen | TRE-FOR Arena, Kolding Widzów: 2507 Sędzia: Kursad Erdogan Ibrahim Ozdeniz |
| 16:55          | 2× · 3×        | (15:15) | 3× · 3×            | TRE-FOR Arena, Kolding Widzów: 2507 Sędzia: Kursad Erdogan Ibrahim Ozdeniz |

| 23 lutego 2014 | Vive Targi Kielce | 38:30   | Orlen Wisła Płock |                                                                               |
| 19:00          | Denis Buntić 7    | (20:12) | 9 Petar Nenadić   | Hala Legionów, Kielce Widzów: 4200 Sędzia: Michal Badura Jaroslav Ondogrecula |
| 19:00          | 7× · 3×           | (20:12) | 4× · 2×           | Hala Legionów, Kielce Widzów: 4200 Sędzia: Michal Badura Jaroslav Ondogrecula |